# Lijst van gouverneurs van Missouri
Dit is een lijst met gouverneurs van de Amerikaanse staat Missouri. Voordat Missouri een staat werd was het een territorium onder de naam Territory of Louisiana. Om verwarring met de staat Louisiana te voorkomen werd de naam in 1812 veranderd naar Territory of Missouri. In 1819 werd het Arkansas Territory gevormd en afgesplitst.

## Territoriale gouverneurs
| Naam             | Termijn   | Partij                            |
| ---------------- | --------- | --------------------------------- |
| James Wilkinson  | 1805-1807 | Democraat                         |
| Meriwether Lewis | 1807-1809 | Partijloos                        |
| Benjamin Howard  | 1810-1812 | Democratisch-Republikeinse Partij |
| William Clark    | 1813-1820 | Partijloos                        |

## Gouverneurs van Missouri (1820–heden)
| Nr.    | Gouverneur van Missouri Governor of Missouri | Gouverneur van Missouri Governor of Missouri | Gouverneur van Missouri Governor of Missouri | Ambtstermijn      | Ambtstermijn      | Partij(en)   | Verkiezing(en) |
| ------ | -------------------------------------------- | -------------------------------------------- | -------------------------------------------- | ----------------- | ----------------- | ------------ | -------------- |
| 1      |                                              | Alexander McNair                             | Alexander McNair (1775–1826)                 | 20 september 1820 | 15 november 1824  | DR           | 1820           |
| 2      |                                              | Frederick Bates                              | Frederick Bates (1777–1825)                  | 15 november 1824  | 4 augustus 1825   | DR           | 1824           |
| 3      |                                              |                                              | Abraham Williams (1781–1839)                 | 4 augustus 1825   | 20 januari 1826   | DR           | 1824           |
| 4      |                                              | John Miller                                  | John Miller (1781–1846)                      | 20 januari 1826   | 20 november 1832  | DR (1826–28) | 1825           |
| 4      |                                              | John Miller                                  | John Miller (1781–1846)                      | 20 januari 1826   | 20 november 1832  | D (1828–32)  | 1828           |
| 5      |                                              | Daniel Dunklin                               | Daniel Dunklin (1790–1844)                   | 20 november 1832  | 30 september 1836 | D            | 1832           |
| 6      |                                              | Lilburn Boggs                                | Lilburn Boggs (1796–1860)                    | 30 september 1836 | 16 november 1840  | D            | 1832           |
| 6      | D                                            | Lilburn Boggs                                | Lilburn Boggs (1796–1860)                    | 30 september 1836 | 16 november 1840  | 1836         |                |
| 7      |                                              | Thomas Reynolds                              | Thomas Reynolds (1804–1844)                  | 16 november 1840  | 9 februari 1844   | D            | 1840           |
| 8      |                                              | Meredith Marmaduke                           | Meredith Marmaduke (1791–1864)               | 9 februari 1844   | 20 november 1844  | D            | 1840           |
| 9      |                                              | John Cummins Edwards                         | John Cummins Edwards (1804–1888)             | 20 november 1844  | 20 november 1848  | D            | 1844           |
| 10     |                                              | Austin King                                  | Austin King (1802–1870)                      | 20 november 1848  | 3 januari 1853    | D            | 1848           |
| 11     |                                              | Sterling Price                               | Sterling Price (1809–1867)                   | 3 januari 1853    | 5 januari 1857    | D            | 1852           |
| 12     |                                              | Trusten Polk                                 | Trusten Polk (1811–1876)                     | 5 januari 1857    | 4 maart 1857      | D            | 1856           |
| 13     |                                              | Hancock Jackson                              | Hancock Jackson (1796–1876)                  | 4 maart 1857      | 22 oktober 1857   | D            | 1856           |
| 14     |                                              | Robert Stewart                               | Robert Stewart (1815–1871)                   | 22 oktober 1857   | 3 januari 1861    | D            | 1857           |
| 15     |                                              | Claiborne Jackson                            | Claiborne Jackson (1806–1862)                | 3 januari 1861    | 23 juli 1861      | D            | 1860           |
| Vacant |                                              |                                              |                                              |                   |                   |              |                |
| 16     |                                              | Hamilton Gamble                              | Hamilton Gamble (1798–1864)                  | 31 juli 1861      | 31 januari 1864   | R            | 1861           |
| 17     |                                              | Willard Hall                                 | Willard Hall (1820–1882)                     | 31 januari 1864   | 1 januari 1865    | R            | 1861           |
| 18     |                                              | Thomas Fletcher                              | Thomas Fletcher (1827–1899)                  | 1 januari 1865    | 12 januari 1869   | R            | 1864           |
| 19     |                                              | Joseph McClurg                               | Joseph McClurg (1818–1900)                   | 12 januari 1869   | 5 januari 1871    | R            | 1868           |
| 20     |                                              | Benjamin Gratz Brown                         | Benjamin Gratz Brown (1826–1885)             | 5 januari 1871    | 3 januari 1873    | R            | 1870           |
| 21     |                                              | Silas Woodson                                | Silas Woodson (1819–1896)                    | 3 januari 1873    | 12 januari 1875   | D            | 1872           |
| 22     |                                              | Charles Hardin                               | Charles Hardin (1820–1892)                   | 12 januari 1875   | 7 januari 1877    | D            | 1874           |
| 23     |                                              | John Phelps                                  | John Phelps (1814–1886)                      | 7 januari 1877    | 10 januari 1881   | D            | 1876           |
| 24     |                                              | Thomas Crittenden                            | Thomas Crittenden (1832–1909)                | 10 januari 1881   | 12 januari 1885   | D            | 1880           |
| 25     |                                              | John Marmaduke                               | John Marmaduke (1833–1887)                   | 12 januari 1885   | 28 december 1887  | D            | 1884           |
| 26     |                                              | Albert Morehouse                             | Albert Morehouse (1835–1891)                 | 28 december 1887  | 15 januari 1889   | D            | 1884           |
| 27     |                                              | David Francis                                | David Francis (1850–1927)                    | 15 januari 1889   | 10 januari 1893   | D            | 1888           |
| 28     |                                              | William Stone                                | William Stone (1848–1918)                    | 10 januari 1893   | 10 januari 1897   | D            | 1892           |
| 29     |                                              | Lon Stephens                                 | Lon Stephens (1858–1923)                     | 10 januari 1897   | 15 januari 1901   | D            | 1896           |
| 30     |                                              | Alexander Dockery                            | Alexander Dockery (1845–1926)                | 15 januari 1901   | 10 januari 1905   | D            | 1900           |
| 31     |                                              | Joe Folk                                     | Joe Folk (1869–1923)                         | 10 januari 1905   | 10 januari 1909   | D            | 1904           |
| 32     |                                              | Herbert Hadley                               | Herbert Hadley (1872–1927)                   | 10 januari 1909   | 13 januari 1913   | R            | 1908           |
| 33     |                                              | Elliot Major                                 | Elliot Major (1864–1949)                     | 13 januari 1913   | 7 januari 1917    | D            | 1912           |
| 34     |                                              | Fred Gardner                                 | Fred Gardner (1869–1933)                     | 7 januari 1917    | 10 januari 1921   | D            | 1916           |
| 35     |                                              | Arthur Hyde                                  | Arthur Hyde (1877–1947)                      | 10 januari 1921   | 12 januari 1925   | R            | 1920           |
| 36     |                                              | Sam Baker                                    | Sam Baker (1874–1933)                        | 12 januari 1925   | 15 januari 1929   | R            | 1924           |
| 37     |                                              | Henry Caulfield                              | Henry Caulfield (1873–1966)                  | 15 januari 1929   | 10 januari 1933   | R            | 1928           |
| 38     |                                              | Guy Park                                     | Guy Park (1872–1946)                         | 10 januari 1933   | 10 januari 1937   | D            | 1932           |
| 39     |                                              | Lloyd Stark                                  | Lloyd Stark (1886–1972)                      | 10 januari 1937   | 26 februari 1941  | D            | 1936           |
| 40     |                                              | Forrest Donnell                              | Forrest Donnell (1884–1980)                  | 26 februari 1941  | 10 januari 1945   | R            | 1940           |
| 41     |                                              | Phil Donnelly                                | Phil Donnelly (1891–1961)                    | 10 januari 1945   | 10 januari 1949   | D            | 1944           |
| 42     |                                              | Forrest Smith                                | Forrest Smith (1886–1962)                    | 10 januari 1949   | 15 januari 1953   | D            | 1948           |
| 43     |                                              | Phil Donnelly                                | Phil Donnelly (1891–1961)                    | 13 januari 1953   | 15 januari 1957   | D            | 1952           |
| 44     |                                              | James Blair                                  | James Blair (1902–1962)                      | 15 januari 1957   | 10 januari 1961   | D            | 1956           |
| 45     |                                              | John Dalton                                  | John Dalton (1900–1972)                      | 10 januari 1961   | 10 januari 1965   | D            | 1960           |
| 46     |                                              | Warren Hearnes                               | Warren Hearnes (1923–2009)                   | 10 januari 1965   | 8 januari 1973    | D            | 1964           |
| 46     | 1968                                         | Warren Hearnes                               | Warren Hearnes (1923–2009)                   | 10 januari 1965   | 8 januari 1973    | D            |                |
| 47     |                                              | Kit Bond                                     | Kit Bond (1939–2025)                         | 8 januari 1973    | 10 januari 1977   | R            | 1972           |
| 48     |                                              | Joseph Teasdale                              | Joseph Teasdale (1936–2014)                  | 10 januari 1977   | 12 januari 1981   | D            | 1976           |
| 49     |                                              | Kit Bond                                     | Kit Bond (1939–2025)                         | 12 januari 1981   | 15 januari 1985   | R            | 1980           |
| 50     |                                              | John Ashcroft                                | John Ashcroft (1942)                         | 15 januari 1985   | 11 januari 1993   | R            | 1984           |
| 50     | 1988                                         | John Ashcroft                                | John Ashcroft (1942)                         | 15 januari 1985   | 11 januari 1993   | R            |                |
| 51     |                                              | Mel Carnahan                                 | Mel Carnahan (1934–2000)                     | 11 januari 1993   | 16 oktober 2000   | D            | 1992           |
| 51     | 1996                                         | Mel Carnahan                                 | Mel Carnahan (1934–2000)                     | 11 januari 1993   | 16 oktober 2000   | D            |                |
| 52     |                                              | Roger Wilson                                 | Roger Wilson (1948)                          | 16 oktober 2000   | 8 januari 2001    | D            |                |
| 53     |                                              | Bob Holden                                   | Bob Holden (1949)                            | 8 januari 2001    | 10 januari 2005   | D            | 2000           |
| 54     |                                              | Matt Blunt                                   | Matt Blunt (1970)                            | 10 januari 2005   | 12 januari 2009   | R            | 2004           |
| 55     |                                              | Jay Nixon                                    | Jay Nixon (1956)                             | 12 januari 2009   | 9 januari 2017    | D            | 2008           |
| 55     | 2012                                         | Jay Nixon                                    | Jay Nixon (1956)                             | 12 januari 2009   | 9 januari 2017    | D            |                |
| 56     |                                              | Eric Greitens                                | Eric Greitens (1974)                         | 9 januari 2017    | 1 juni 2018       | R            | 2016           |
| 57     |                                              | Mike Parson                                  | Mike Parson (1955)                           | 1 juni 2018       | 13 januari 2025   | R            | 2016           |
| 57     | 2020                                         | Mike Parson                                  | Mike Parson (1955)                           | 1 juni 2018       | 13 januari 2025   | R            |                |
| 58     |                                              | Mike Kehoe                                   | Mike Kehoe (1962)                            | 13 januari 2025   | heden             | R            | 2024           |

(D): Democraat · (R): Republikein · (O): Onafhankelijk